# Dačice II
Dačice II jsou část města Dačice v okrese Jindřichův Hradec v Jihočeském kraji. Dačice II leží v katastrálním území Dačice o výměře 12,9 km². Nachází se jihozápadně od centra, z jihu a východu jsou obtékány Moravskou Dyjí. Zahrnují zejména nemocnici a zámecký park, nachází se zde také expozice zahradní železnice. Na západě zasahují až k Toužínu. 
Ulice: Antonínská, Luční, Mikšíčkova, Soukenická, U Nemocnice, U Valchy, V Kaštanech.

## Historie
Dačice II byly dačickou částí v letech 1850–1879. Znovu se jí staly v letech 1890–1899 a podruhé 1. ledna 1980.

## Obyvatelstvo
| Rok            | 1869 | 1880 | 1890 | 1900 | 1910 | 1921 | 1930 | 1950 | 1961 | 1970 | 1980 | 1991 | 2001 | 2011 | 2021 |
| -------------- | ---- | ---- | ---- | ---- | ---- | ---- | ---- | ---- | ---- | ---- | ---- | ---- | ---- | ---- | ---- |
| Počet obyvatel | 244  | 0    | 355  | 346  | 414  | 0    | 338  | 0    | 0    | 384  | 352  | 321  | 313  | 294  | 324  |
| Počet domů     | 44   | 0    | 59   | 59   | 62   | 66   | 77   | 0    | 0    | 89   | 79   | 86   | 85   | 84   | 87   |

## Další fotografie

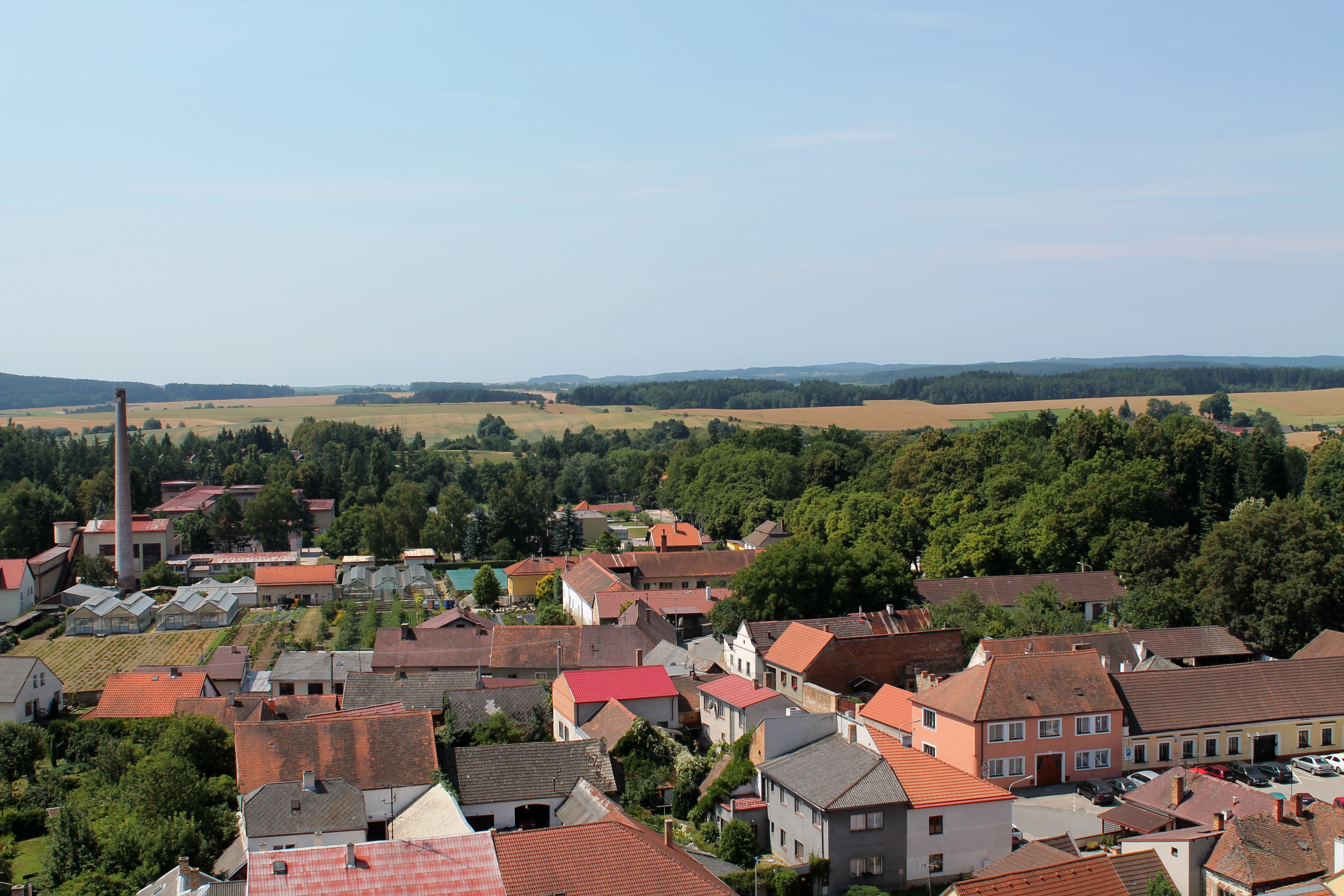
Dačice II. z věže u kostela svatého Vavřince
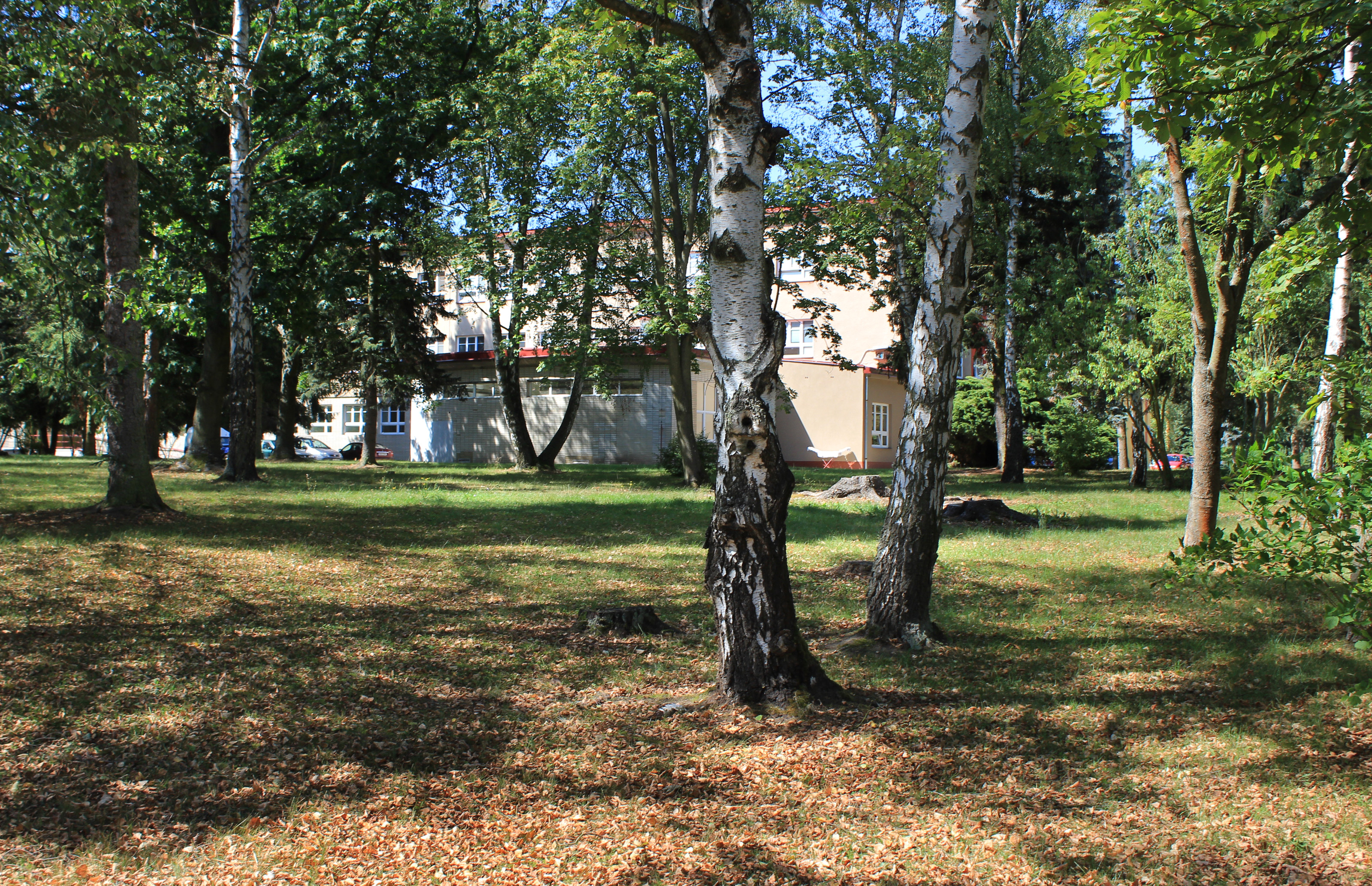
Malý park u nemocnice
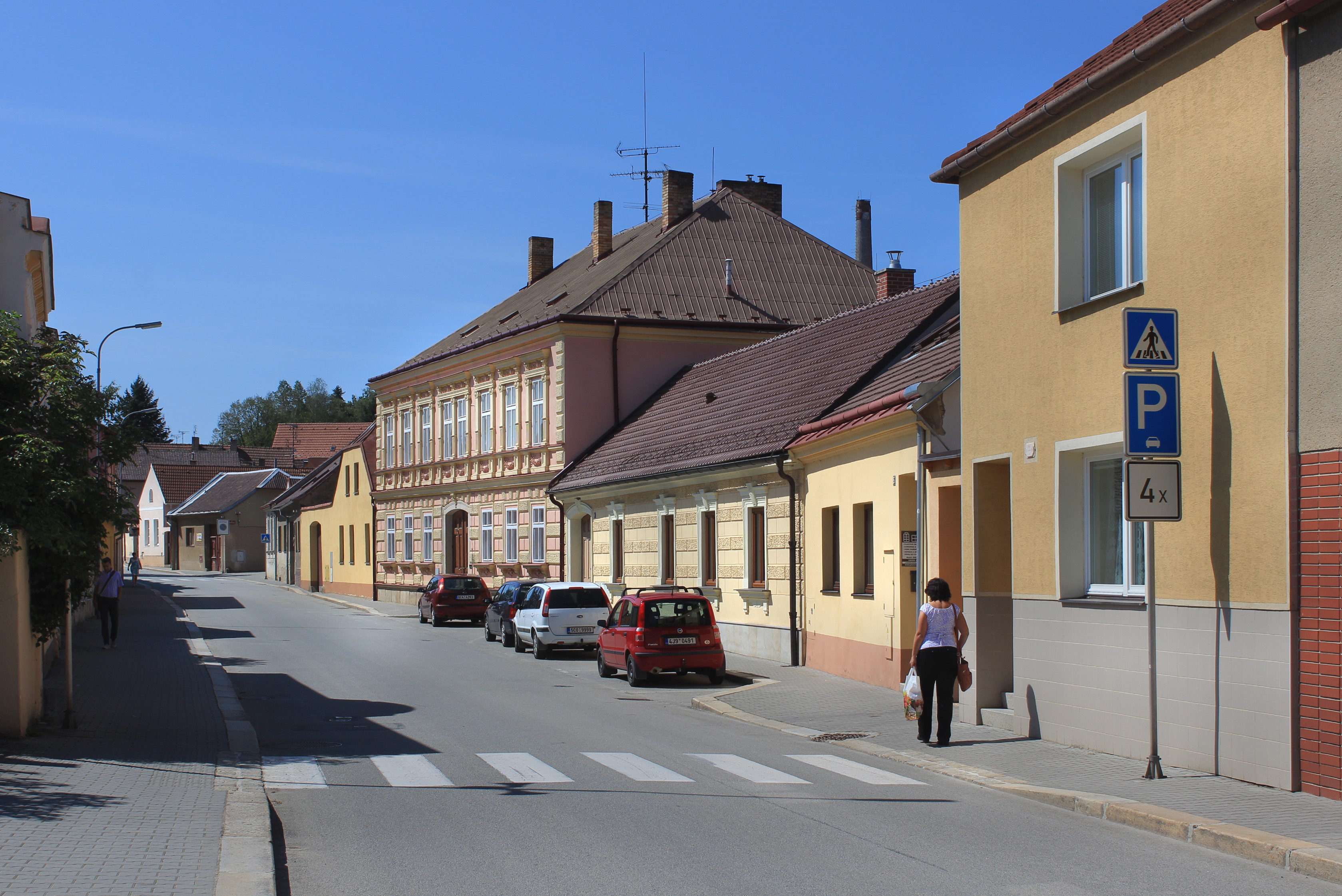
Antonínská ulice
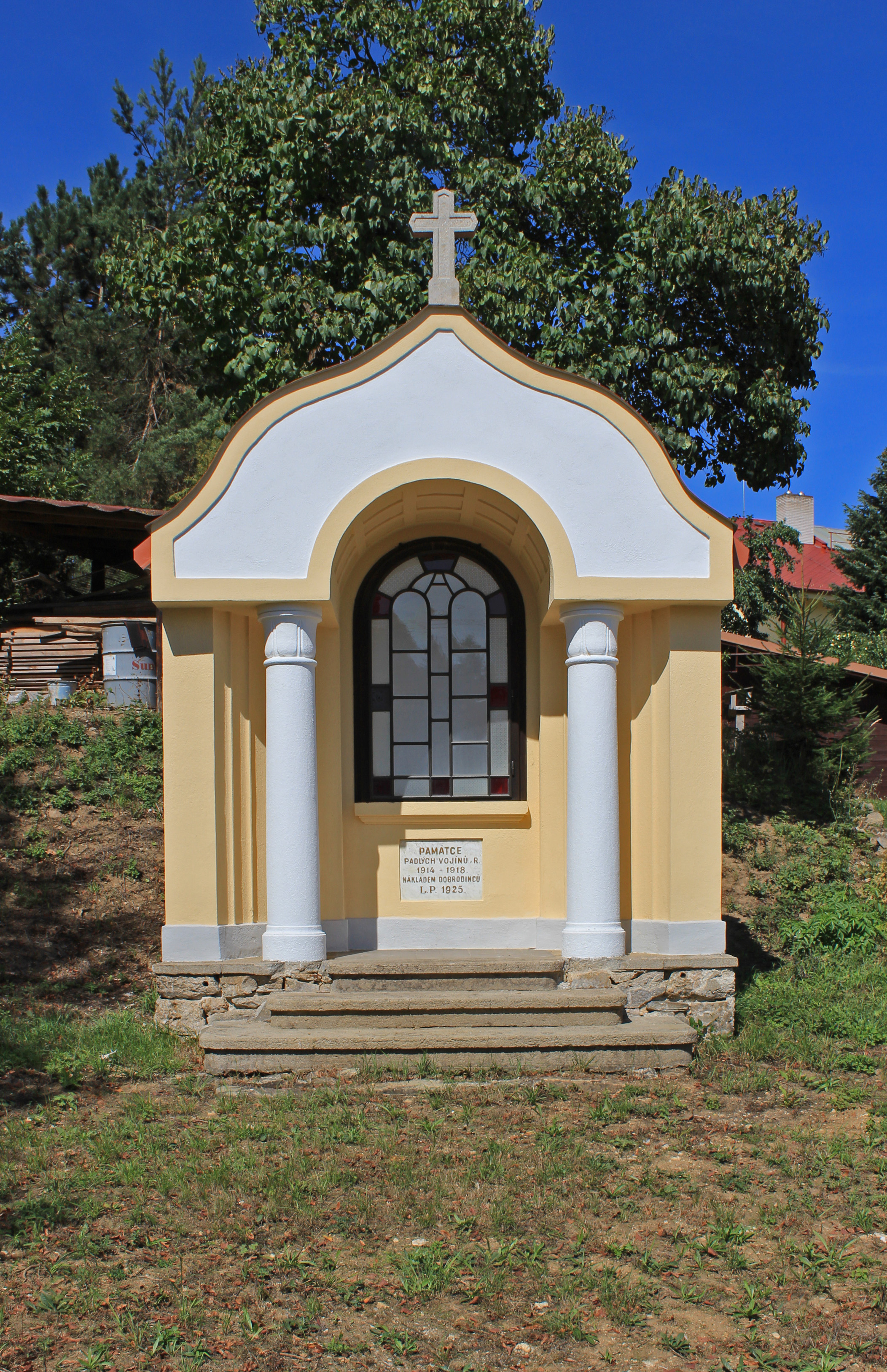
Kaple u Antonínské ulice